# Geddi Abdi Gadid
Geddi Abdi Gadid († 24. August 2010 in Mogadischu) war ein somalischer Politiker und gehörte dem Föderalen Übergangsparlament Somalias an. August 2010 starb er bei dem von Angehörigen der al-Shabaab-Milizen ausgeführten Angriff auf das Hotel Mona in Mogadischu.